# Shannon Airport
Shannon Airport (IATA: SNN, ICAO: EINN) er en lufthavn i Irland. Den er beliggende ved Shannonfloden, to kilometer fra centrum af Shannon i den vestlige del af landet.
I 2014 ekspederede lufthavnen 1.639.315 passagerer, hvilket gjorde den til Irlands tredje travleste efter Dublin og Cork Airport.
Området bliver ofte anvendt til militære mellemlandinger på flyvninger over Atlanterhavet.